# Eremedaille van de Deense Kamer van Handwerkslieden
De Eremedaille van de Deense Kamer van Handwerkslieden (Deens: Håndværksrådets Hæderstegn) is een Deense onderscheiding.
De onderscheiding werd op 19 februari 1965 ingesteld en op 6 maart 1965 door Koning Frederik IX van Denemarken erkend.
De medaille wordt in zilver toegekend voor 10 jaar werkzaamheden in een vakverbond of vakorganisatie en in goud voor 25 jaar in een dergelijke positie. De gedecoreerde mag de letters H.T.P. achter zijn of haar naam plaatsen.
De onderscheiding wordt op de linkerborst gedragen aan een tot een vijfhoek gevouwen rood zijden lint met twee brede witte strepen in het midden. Op de linkerborst kan een baton worden gedragen
Medailles van Verdienste ·
Medaille voor Langdurige Dienst ·
Medaille "Ingenio et Arti" ·
Medaille voor Nobele Daden ·
Ereteken van het Deense Rode Kruis ·
Medaille van Verdienste voor de Groenlandse Onafhankelijkheid ·
Herinneringsmedaille aan de 70e Verjaardag van Hare Majesteit Koningin Margrethe
Herinneringsmedaille aan de 75e Verjaardag van Prins Henrik

Zie ook: Historische Orden van Denemarken · Onderscheidingen in Denemarken